# Ocotea acutangula
Ocotea acutangula är en lagerväxtart som först beskrevs av Friedrich Anton Wilhelm Miquel, och fick sitt nu gällande namn av Carl Christian Mez. Ocotea acutangula ingår i släktet Ocotea och familjen lagerväxter. Inga underarter finns listade i Catalogue of Life.